# 世界最小の超高層ビル
一般に世界最小の超高層ビル（せかいさいしょうのちょうこうそうビル、英語:  World's littlest skyscraper）と呼ばれるニュービー・マクマホン・ビル（Newby-McMahon Building）は、テキサス州ウィチタフォールズの中心街のラ・サール通り701番地（セブンス通りとラ・サール通りの角）に位置する、後期の新古典主義様式の赤レンガと人造石の建築物である。高さは12メートルあり、外法は奥行き5.5メートル、幅3メートルである。内法は奥行き3.7メートル、幅2.7メートルであり、面積は約10平方メートルである。上階に続く急で狭い内部階段が内法面積のおよそ25%を占めている。
ニュービー・マクマホン・ビルは悪徳業者による詐欺的な投資計画の結果と伝えられており、1919年に完成した後、ビルは市とその住民たちにとって大きな困惑の元であった。1920年代、ニュービー・マクマホン・ビルは「世界最小の超高層ビル」としてロバート・リプレーの『世界奇談集-ウソのような本当の話』のシンジケート・コラムに取り上げられ、それ以来、このニックネームは現在まで使用されている。現在ニュービー・マクマホン・ビルは、テキサス州歴史建造物であるウィチタフォールズのデポ・スクエア歴史地区の一部である。

## 背景
1912年、テキサス州ウィチタ郡の小都市であるバークバーネットの西に大規模な石油貯留層が発見された。バークバーネットとその周辺のコミュニティは新興都市となり、人口と経済の爆発的な成長を経験した。収益の大きい油田の周辺に住居を定めた入植者は1918年までに2万人と推定され、多くのウィチタ郡の住民が実際に一夜にして裕福になった。人々が高収入の仕事を求めて地域コミュニティに流入するにつれ、ウィチタフォールズの近隣都市としての重要性が高まった。ウィチタフォールズは当初、この経済と産業の活動の急激な増加に必要なインフラを欠いていたが、ウィチタ郡の郡庁所在地だったこともあり、自然にこの地域の物流拠点として機能していった。オフィススペースが不足していたため、主要な証券取引と鉱業権の売買は、街角や新しい石油会社の仮設本部であるテントの中で行われていた。

## 提案と設計図
ニュービー・マクマホン・ビルは、ウィチタフォールズの中心街の鉄道車両基地の近くにある4階建てのレンガ造りの建物で、ウィチタフォールズ・オクラホマシティ鉄道会社取締役のアウグストゥス・ニュービー（1855年 - 1909年）によって1906年に建設された。フィラデルフィアのランドマンで構造エンジニアのJ・D・マクマホンの石油掘削装置建設会社は、元のニュービー・ビルを拠点とする7つのテナントの内の1つであった。
地元の言い伝えによると、1919年、新しい裕福な都市のオフィススペースに対する緊急のニーズに対する解決策として、ニュービー・ビルに高層の別館を建設するとマクマホンが発表すると、投資家たちはプロジェクトへの投資に意欲的になった。マクマホンはこの純朴な投資家グループから投資資金として20万ドル（2018年の290万ドルに相当）を集め、セント・ジェームス・ホテルの向かいに高層オフィスビルを建設することを約束した。
マクマホンの詐欺と、その後の訴訟に対する弁護の成功の鍵は、彼はビルの実際の高さが150メートル（480フィート）になるとは決して言わなかったことだった。彼が配布した（そして投資家たちによって承認された）設計図に描かれている提案された超高層ビルは、4階建てで高さは12メートル（480インチ）であると明確に表示されていた。投資家たちは、「摩天楼」というからには480フィートの超高層ビルが建つのだろうと思い込み、480″という表記は480'の間違いだろうと考え特に異議を唱えなかった。

## 建設とその後の法廷闘争
マクマホンは、オクラホマに住む物件所有者から事前の同意を得ることなく、ニュービー・ビルの隣にある小さな未使用の地所にマクマホン・ビルを建設するために、彼自身の工事作業員を使用した。ビルが完成に近づくと、投資家たちは期待していた150メートルの建物ではなく、わずか12メートルの高さの4階建てのビルを騙されて購入したことに気付いた。480「フィート」の摩天楼を建設するものと思い込んで投資家たちが出資した巨額の募集額と、実際に480「インチ」の低層の建物を建てるために使われた資金の差額は、すべてマクマホンの懐に入ってしまった。
投資家たちはマクマホンに対して訴訟を起こしたが、彼らが失望したことに、マクマホンは彼らが承認した設計図に基づいて正確に建設したため、不動産と建築物の契約は法的拘束力があることが地元の裁判官によって宣言され、欺かれた投資家たちにはいかなる法的救済策も講じることができなかった。彼らは、詐欺を知った後に契約を守ることを拒否したエレベーター会社から投資のわずかな部分を回収した。元の設計図に階段は含まれていなかったため、ビルの最初の完成時には階段が設置されていなかった。上の階に移動するためには梯子が用いられた。建設が完了するまでに、マクマホンは投資家たちの資金と共にウィチタフォールズ、おそらくテキサスをも去った。

## 初期の入居者とその後の放置
1919年に竣工し開館したニュービー・マクマホン・ビルは、市とその住民たちにとって大きな困惑の元であった。1階には、最初の貸借人としてビルに入居した6社の企業を示す6台の机があった。1920年代のほとんどの間、ビルに入居したのは2社の企業しかなかった。1920年代、ニュービー・マクマホン・ビルは「世界最小の超高層ビル」としてロバート・リプレーの『世界奇談集-ウソのような本当の話』のシンジケート・コラムに取り上げられ、それ以来、このニックネームは現在まで使用されている。
最終的に石油産業はウィチタフォールズの資源の呪いであることがわかり、テキサス州の石油ブームはわずか数年後に終了した。1929年に世界恐慌がテキサス州北部を襲い、事務所が比較的安価に賃貸もしくは購入されるようになると、ニュービー・マクマホン・ビルは空きビルとなり、板を打ち付けられ、事実上忘れ去られた。1931年に火災によりビルが全壊し、長年にわたって使用できない状態が続いた。
世界恐慌後、ビルには理髪店やカフェなどの一連のテナントが入居した。ビルの持ち主は何度も変わり、何度か取り壊しが計画されたが、地元住民はビルを取り壊しから守った。ビルは最終的にウィチタフォールズ市に譲渡された。ビルの劣化が続くと、ビルがいずれ修復されてデポ・スクエア歴史地区の一部となることを期待して、市は1986年にビルをウィチタ郡文化遺産協会（Wichita County Heritage Society）に提供した。

## 購入と修復
1999年までに、ニュービー・マクマホン・ビルはウィチタ郡文化遺産協会の限られた資本準備金にとって過度の負担となることが判明した。翌年、ビルの取り壊しをめぐる着実な議論の中、市議会は崩壊しつつある建築物を安定させるためにバンディ・ヤング・シムズ&ポッター社（Bundy, Young, Sims & Potter）という地元の建築会社と契約した。ビルの歴史と遺産に魅了されたディック・バンディと彼のパートナーたちは、ビルを購入するために別の地元企業であるマーヴィン・グローヴズ・エレクトリック社（Marvin Groves Electric）とパートナーシップを結んだ。2000年12月、市議会はウィチタ郡文化遺産協会がビルを3,748ドルでマーヴィン・グローヴズ社に売却することへの許可を投票で決めた。
2003年6月11日、時速156キロメートルの強い突風を伴う嵐がウィチタフォールズを襲った。マクマホン・ビルのレンガの壁が4.6メートルにわたって破壊された。この嵐による被害は修復されたが、マクマホン・ビルと、隣接のニュービー・ビルの完全な修復は2005年後半まで延期された。その年の6月、市議会は市の増税資金から2万5000ドルの資金を提供し、マクマホン・ビルの修復に投資した。ビルの修復には25万4000ドル以上の費用がかかると推定され、残りは所有者（バンディ・ヤング・シムズ&ポッター社とマーヴィン・グローヴズ・エレクトリック社）によって支払われた。

## 現状

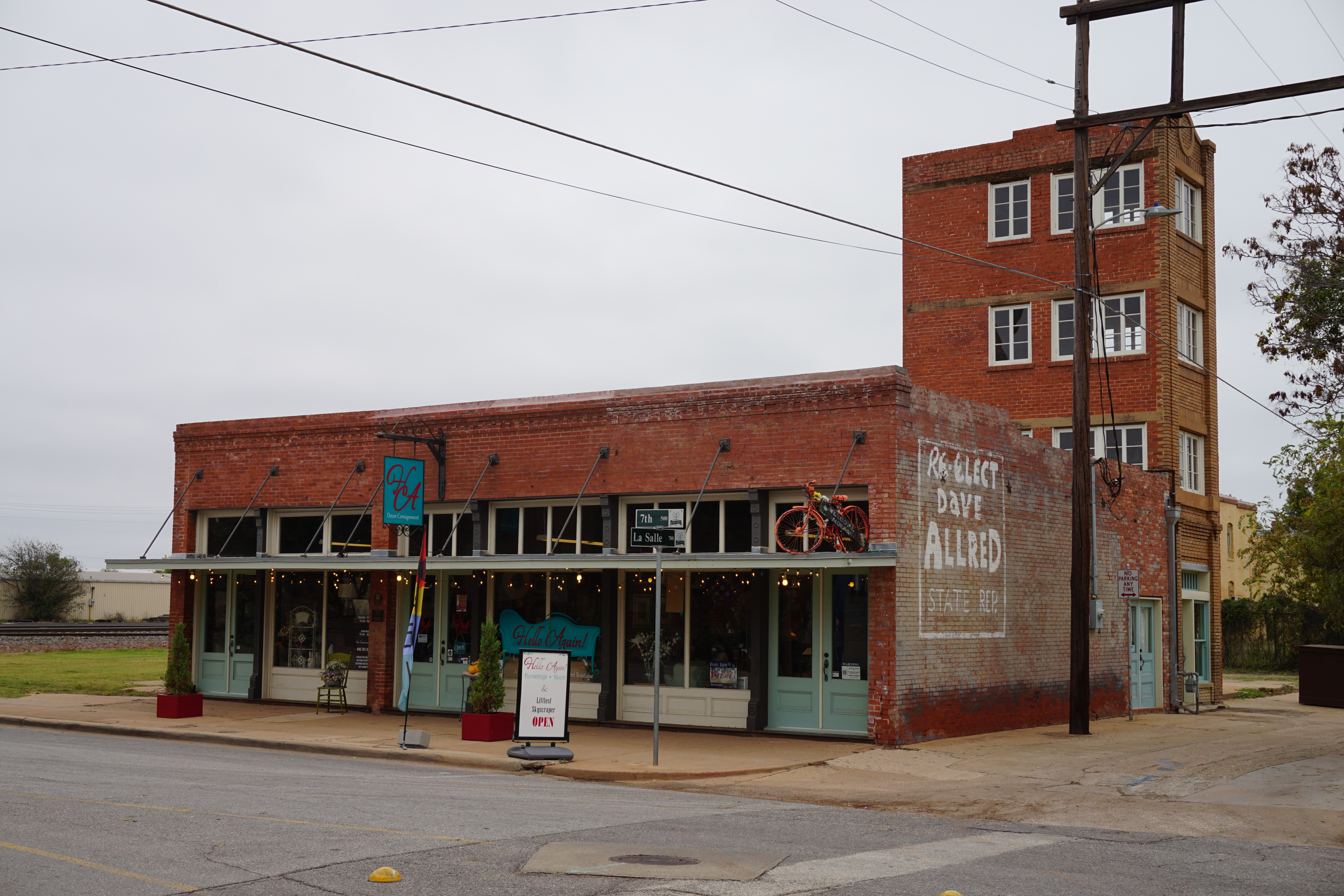
ニュービー・マクマホン・ビルとHello Again!の店舗（2015年10月）

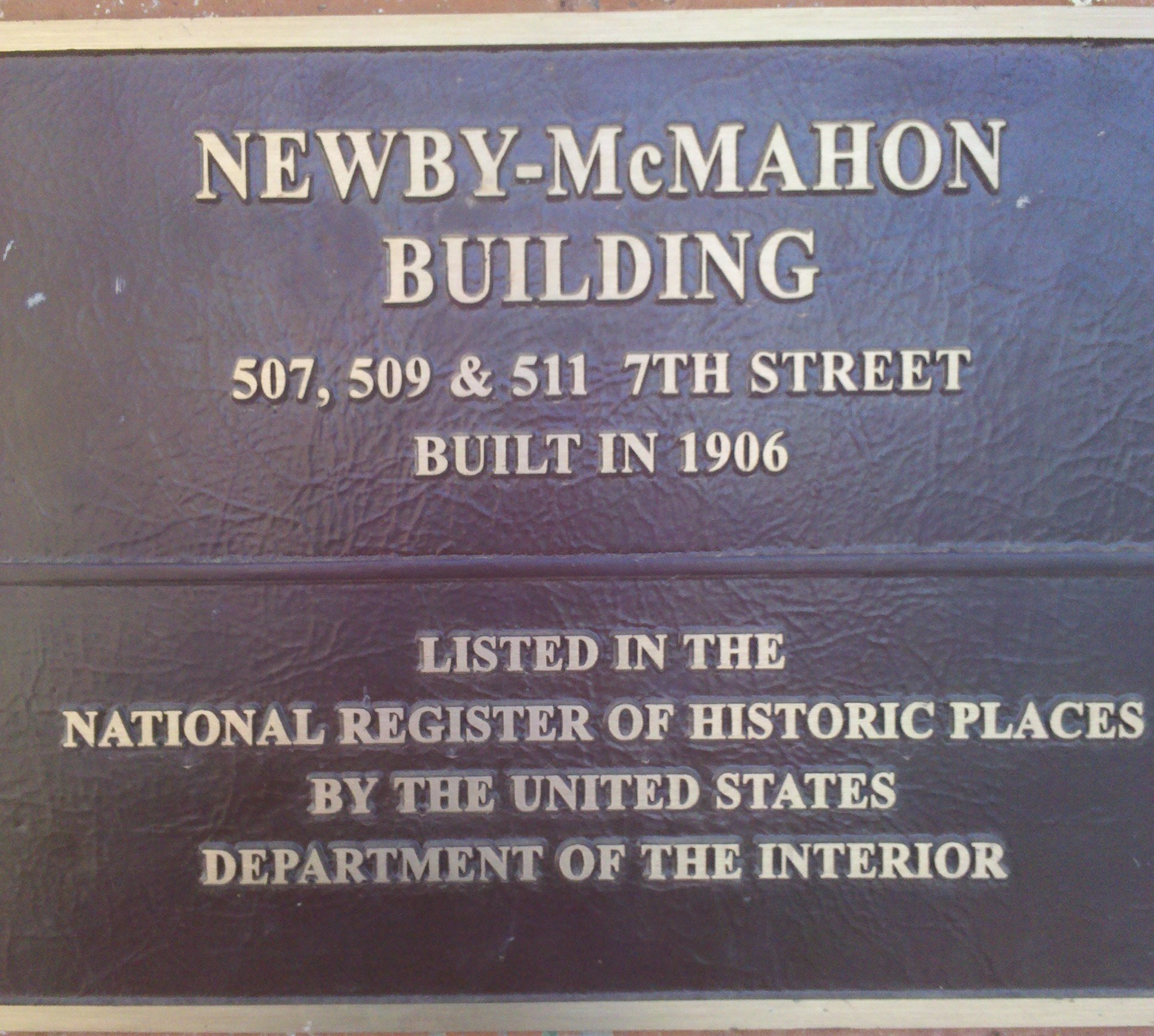
ニュービー・マクマホン・ビル、別名「世界最小の超高層ビル」に付けられた銘板。この銘板は1906年に完成した「超高層ビル」の隣の建物のことを述べている。「超高層ビル」は1919年に完成した。

時が経つにつれ、ニュービー・マクマホン・ビルは過去の時代の記念碑となった。竜巻、火災、そして何十年にも及ぶ放置を乗り越え、テキサス州北部の石油ブーム時代の貪欲さ、世の風潮、不正取得、そして騙されやすさの記念碑として存在してきた。ビルは現在、ウィチタフォールズのデポ・スクエア歴史地区の一部であり、この地区はテキサス州歴史建造物に認定され、アメリカ合衆国国家歴史登録財に登録された。ビルは、超高層ビルの定義の基準も満たしていなければ、高層ビルの基準さえも満たしていない。ビルの改修後、骨董品販売店のAntique Woodが2006年に1階にオープンした。2013年以降は地元の観光名所の他に、家具とインテリア装飾の委託販売店のHello Again!がビル全体を使用している。時にはさまざまな地元の職人にフロアが転貸されることもあった。 
ニュービー・マクマホン・ビルは、2006年にウィチタフォールズ市の広報担当者であるバリー・レビーが制作した、街の建築の過去を回顧的に分析したドキュメンタリー映画『Wichita Falls：The Future of Our Past』に取り上げられた。